# Black Uhuru
Black Uhuru ist eine jamaikanische Reggae-Band, die 1972 in Kingston gegründet wurde und zu den bedeutendsten Vertretern des Roots-Reggae der zweiten Generation zählt. Das Wort „Uhuru“ ist der ostafrikanischen Sprache Swahili entlehnt und bedeutet Freiheit. Mit ihrer Musik wollte die Band das jamaikanische Volk aufrütteln und an seine afrikanischen Wurzeln erinnern.

## Bandgeschichte
Anfangs bestand die Band aus Derrick „Duckie“ Simpson (geb. 24. Juni 1950 in Kingston), Rudolph „Garth“ Dennis (geb. 2. Dezember 1949) und Don Carlos (bürgerlich Eurin Spencer, geb. 29. Juni 1952). Während Garth Dennis und Don Carlos eigene Soloprojekte starteten, musizierte Duckie Simpson weiter unter dem Namen Black Uhuru. Dazu verpflichtete er Michael Rose und Errol Nelson, die durch die spätere Rückkehr Don Carlos’ und weitere Umbesetzungen wieder ersetzt wurden und eigene Soloprojekte starteten. Ihre erfolgreichste Zeit hatten Black Uhuru in den 1980er Jahren. Das Vokaltrio bestand aus Duckie Simpson, Michael Rose sowie Puma Jones, einer aus South Carolina stammenden Sozialarbeiterin, die mit ihrem hohen Sopran zum charakteristischen Sound der Band beitrug. Unterstützt wurden sie von der kraftvollen Rhythmusgruppe Sly & Robbie mit Sly Dunbar am Schlagzeug und Robbie Shakespeare am Bass sowie weiteren von Jamaikas begehrtesten Instrumentalisten. Sly Dunbar und Robbie Shakespeare produzierten auch die bekanntesten Singles, General Penitentiary, Guess Who’s Coming to Dinner, Plastic Smile, Abortion und Shine Eye Gal. Der Song Abortion, ein Lied gegen Abtreibung (abortion, abortion, you got to have caution), wurde in Jamaika indiziert.
Mit dem Album Anthem gewannen sie 1985 den erstmals verliehenen Grammy Award in der Kategorie Beste Reggae-Aufnahme. Bis 1995 wurden sie weitere sechsmal für diese Kategorie nominiert.
Ein Auftritt Black Uhurus mit dem Erfolg Sinsemilla 1981 im Rockpalast sorgte dafür, dass der Begriff „Sinsemilla“ auch in Deutschland bekannt wurde.

## Diskografie
Gruppe: Derek „Duckie“ Simpson, Michael Rose, Errol „Tarzan“ Nelson, Don Carlos
- 1977: Love Crisis
- 1981: Black Sounds of Freedom (Love Crisis Re-Edition)

Gruppe: Derek „Duckie“ Simpson, Michael Rose, Sandra „Puma“ Jones, Sly Dunbar, Robbie Shakespeare
- 1979: Showcase
- 1980: Black Uhuru (Showcase Re-Edition)
- 1980: Sinsemilla
- 1981: Red
- 1982: Chill Out
- 1983: Guess Who’s Coming to Dinner (Black Uhuru Re-Edition)
- 1983: Anthem
- 1985: Reggae Greats (Compilation)

Gruppe: Derek „Duckie“ Simpson, Delroy „Junior“ Reid, Sandra „Puma“ Jones
- 1986: Brutal

Gruppe: Derek „Duckie“ Simpson, Delroy „Junior“ Reid, Sandra „Olafunke“ Jones
- 1987: Positive

Gruppe: Derek „Duckie“ Simpson, Garth Dennis, Don Carlos
- 1990: Now
- 1991: Iron Storm
- 1993: Mystical Truth
- 1994: Strongg

Gruppe: Derek „Duckie“ Simpson, Jenifah Nyah, Andrew Bees
- 1998: Unification
- 2001: Dynasty

Live / Dub Alben:
- 1982: Uhuru in Dub
- 1982: Tear It Up – Live (Album und Video)
- 1983: The Dub Factor
- 1986: Brutal Dub
- 1987: The Positive Dub
- 1988: Live
- 1988: Live in New York City
- 1990: Now Dub
- 1990: Love Dub („Uhuru in Dub“ Re-Edition)
- 1992: Iron Storm Dub
- 1993: Mystical Truth Dub
- 1994: Strongg Dubb
- 2000: Live 1984
- 2001: In Dub
- 2001: Dubbin’It Live (Sommer 2001, beim Paléo Festival)